# Sección Colonia, Fondo Antiguo Archivo Central de Cauca
La Sección Colonial del Fondo del Antiguo Archivo Central del Cauca es uno de los apartados de entre los que se divide el acervo que se resguarda en el Centro de Investigaciones Históricas ''José María Arboleda Llorente'', una dependencia perteneciente a la Universidad del Cauca y adscrita a la Facultad de Ciencias Humanas y Sociales de dicha institución. Actualmente este departamento se halla en los anexos occidentales de la Casa Mueso Mosquera en pleno Centro Histórico de Popayán, capital del departamento del Cauca en Colombia.
Este registro es uno de los más importantes acervos de documentos de toda Colombia y América, dado que incluso contiene libros incunables datados hacia antes del siglo XV, pasando por archivos fechados en 1541 hasta el fin de la época del Virreinato de la Nueva Granada e inicios de la proclamación y las consecuentes guerras de la independencia de Colombia con una continuidad excepcional.
Tal es la relevancia que recibe este compendio de documento que custodia el centro de investigaciones de Popayán, que en noviembre de 2023, la Unesco inscribió a la Sección Colonia en su registro del Programa Memoria del Mundo.

## Contenido de la sección
Abarcando desde 1540 con el establecimiento de la Provincia de Popayán por decreto del Rey y emperador Carlos I de España y V del Sacro Imperio Romano Germánico y la fundación de Popayán el 13 de enero de 1537 hasta la proclamación del Primer Grito de Independencia el 20 de julio de 1810. Es la sección con más documentos del Archivo.
En esta sección se resguarda el que se considera como el documento más antiguo de Colombia, fechado el 12 de marzo de 1541, haciendo parte de una serie de manuscritos que fueron redactado por los conquistadores españoles en la recién fundada ciudad de Santiago de Cali, donde queda de manifiesto la organización de las ciudades, la distribución de tierras y solares conforme a la jurisdicción castellana, las necesidades de las personas de ese entonces, el horario del sacrificio de animales y la disposición de las fiestas religiosas como la Semana Santa, entre otros aspectos.
Contiene en su haber de diversos documentos que denotan en primer lugar, el funcionamiento de la administración colonial española por medio de los registros de la Antigua Gobernación, en segundo lugar, la intrincada red de comercio y el comportamiento de la economía a lo largo de todo el periodo virreinal por medio de los libros de apuntes de la extinta Casa del Tesoro Real y de Moneda y la Real Hacienda de Popayán, en tercer lugar, las condutas sociales y poblacionales como las diversas correspondencias de las personas de la época, tratos y transacciones comerciales (como la compra-venta de esclavos, entre otros inmuebles) y por último, el mejor entendimiento de la dinámica de la relación de lo urbano en comparación con la vida de las haciendas rurales de la aristocracia, siendo uno de los motores económicos fundamentales en aquellos tiempos junto con la minería.

## Registro de la Memoria del Mundo
Durante la XXIII Reunión del Comité Regional de América Latina y el Caribe del Programa Memoria del Mundo de la UNESCO (MoWLAC) celebrada en Santiago de Chile entre el 27 y el 28 de noviembre de 2023, fue inscrita la Sección Colonia, Fondo Antiguo Archivo de Cauca en el Registro del Programa Memoria del Mundo de la Unesco.Haciéndose público por medio de su página web se anunciaban las 23 nuevas inscripciones entre las que se encontraba la sección colonia, acompañada con la siguiente información:

La sección Colonia del Antiguo Archivo Central del Cauca da cuenta de la administración política y judicial que el imperio español ejerció en la entonces gobernación de Popayán, división territorial creada en 1540 por el emperador Carlos V. Dicho ente político-administrativo abarcó aproximadamente un 70% del actual territorio nacional colombiano y tuvo como capital la ciudad de Popayán, donde se trataban asuntos judiciales, civiles, eclesiásticos y militares, entre otros, dando como resultado un rico acervo documental. 
La sección Colonia es un insumo de gran valor para el estudio del período colonial en los territorios americanos ya que permite conocer el aparato político administrativo y judicial que el imperio español realizó en sus territorios de ultramar. Los soportes documentales que componen la sección Colonia son manuscritos realizados en papel de trapo en su mayoría con distintas ferrogálicas y con diferentes grafías como la procesal encadenada y la cortesana que dan cuenta de la historia y el desarrollo de la escritura en América durante el período colonial.  (UNESCO/BPI)

Siendo la tercera distinción que recibe Popayán por parte de la Unesco, la primera como Ciudad Gastronómica de la Unesco en el año 2005 y la segunda como Patrimonio Cultural Inmaterial de la Humanidad otorgado a las Procesiones de Semana Santa en el año 2009.